# Socastee
Socastee és una concentració de població designada pel cens dels Estats Units a l'estat de Carolina del Sud. Segons el cens del 2000 tenia 14.295 habitants.

## Demografia
Segons el cens del 2000, Socastee tenia 14.295 habitants, 5.593 habitatges i 3.820 famílies. La densitat de població era de 412,8 habitants/km².
Dels 5.593 habitatges en un 33,1% hi vivien nens de menys de 18 anys, en un 52,4% hi vivien parelles casades, en un 11,3% dones solteres, i en un 31,7% no eren unitats familiars. En el 22,7% dels habitatges hi vivien persones soles el 4,6% de les quals corresponia a persones de 65 anys o més que vivien soles. El nombre mitjà de persones vivint en cada habitatge era de 2,54 i el nombre mitjà de persones que vivien en cada família era de 2,97.
Per edats la població es repartia de la següent manera: un 24,3% tenia menys de 18 anys, un 9,7% entre 18 i 24, un 34,9% entre 25 i 44, un 22,7% de 45 a 60 i un 8,4% 65 anys o més.
L'edat mediana era de 34 anys. Per cada 100 dones de 18 o més anys hi havia 101,4 homes.
La renda mediana per habitatge era de 40.436$ i la renda mediana per família de 45.994$. Els homes tenien una renda mediana de 28.845$ mentre que les dones 21.782$. La renda per capita de la població era de 18.069$. Entorn del 5,6% de les famílies i el 9,3% de la població estaven per davall del llindar de pobresa.

## Poblacions més properes
El següent diagrama mostra les poblacions més properes.